# Violès
Violès est une commune française située dans le département de Vaucluse, en région Provence-Alpes-Côte d'Azur. Situé au centre du triangle Orange - Carpentras - Vaison-la-Romaine, Violès est un village vigneron bordé par l'Ouvèze.

Ses habitants sont appelés les Violésiens.

## Géographie

### Localisation
Violès se situe au milieu du triangle : Orange au sud-ouest, Carpentras au sud-est et Vaison-la-Romaine au nord, situés à 15 km. Avignon, préfecture du département, est distante de 30 km de Violès.
| Cairanne                      | Rasteau                       | Sablet     |
| Travaillan                    | Violès                        | Gigondas   |
| Camaret-sur-Aigues Jonquières | Sarrians (par un quadripoint) | Vacqueyras |

### Accès et transports
Le village est situé au carrefour de la route départementale 977 qui relie Avignon à Vaison-la-Romaine, traversant la commune et le bourg en parallèle à l'Ouvèze à l'ouest de celle-ci, et de la route départementale 67 mène directement à Camaret-sur-Aigues.
Sans passer par le bourg, les routes départementales 8 et 23 traversent la commune. La route départementale 8 relie Cairanne à Vacqueyras.

### Topographie
Violès est une commune de 1 479 hectares. Le bourg se situe au sud-est de cette aire. Le nord-ouest est occupé par le Plan de Dieu.
La commune est relativement plate avec une variation de 46 mètres seulement entre le point le plus haut, au nord-est de la commune, et le point le plus bas, au sud-ouest.

### Géologie
Le sol est constitué d'alluvions quaternaires déposées par l'Ouvèze reposant sur des couches rissiennes et wurmiennes.

### Sismicité
Les cantons de Bonnieux, Apt, Cadenet, Cavaillon, et Pertuis sont classés en zone Ib (risque faible). Tous les autres cantons du département de Vaucluse sont classés en zone Ia (risque très faible). Ce zonage correspond à une sismicité ne se traduisant qu'exceptionnellement par la destruction de bâtiments.

### Hydrographie
L'Ouvèze longe la partie orientale de la commune sur cinq kilomètres et le canal de Carpentras passe à l'extrême sud de la commune.

### Climat
Pour des articles plus généraux, voir Climat de Provence-Alpes-Côte d'Azur et Climat de Vaucluse.
En 2010, le climat de la commune est de type climat méditerranéen franc, selon une étude du Centre national de la recherche scientifique s'appuyant sur une série de données couvrant la période 1971-2000. En 2020, Météo-France publie une typologie des climats de la France métropolitaine dans laquelle la commune est exposée à un climat méditerranéen et est dans la région climatique  Provence, Languedoc-Roussillon, caractérisée par une pluviométrie faible en été, un très bon ensoleillement (2 600 h/an), un été chaud (21,5 °C), un air très sec en été, sec en toutes saisons, des vents forts (fréquence de 40 à 50 % de vents > 5 m/s) et peu de brouillards. 
Pour la période 1971-2000, la température annuelle moyenne est de 14,1 °C, avec une amplitude thermique annuelle de 17,6 °C. Le cumul annuel moyen de précipitations est de 728 mm, avec 5,8 jours de précipitations en janvier et 3 jours en juillet. Pour la période 1991-2020, la température moyenne annuelle observée sur la station météorologique de Météo-France la plus proche, « Orange », sur la commune d'Orange à 12 km à vol d'oiseau, est de 14,8 °C et le cumul annuel moyen de précipitations est de 719,6 mm. 
La température maximale relevée sur cette station est de 42,7 °C, atteinte le 22 août 2023 ; la température minimale est de −14,5 °C, atteinte le 10 février 1956,,. 
Les paramètres climatiques de la commune ont été estimés pour le milieu du siècle (2041-2070) selon différents scénarios d'émission de gaz à effet de serre à partir des nouvelles projections climatiques de référence DRIAS-2020. Ils sont consultables sur un site dédié publié par Météo-France en novembre 2022.

## Urbanisme

### Typologie
Au 1er janvier 2024, Violès est catégorisée commune rurale à habitat dispersé, selon la nouvelle grille communale de densité à sept niveaux définie par l'Insee en 2022.
Elle est située hors unité urbaine et hors attraction des villes,.

### Occupation des sols
L'occupation des sols de la commune, telle qu'elle ressort de la base de données européenne d’occupation biophysique des sols Corine Land Cover (CLC), est marquée par l'importance des territoires agricoles (92,4 % en 2018), une proportion sensiblement équivalente à celle de 1990 (92,6 %). La répartition détaillée en 2018 est la suivante : 
cultures permanentes (89,1 %), zones urbanisées (4,7 %), zones agricoles hétérogènes (3,3 %), espaces ouverts, sans ou avec peu de végétation (2,9 %). L'évolution de l’occupation des sols de la commune et de ses infrastructures peut être observée sur les différentes représentations cartographiques du territoire : la carte de Cassini (XVIIIe siècle), la carte d'état-major (1820-1866) et les cartes ou photos aériennes de l'IGN pour la période actuelle (1950 à aujourd'hui).

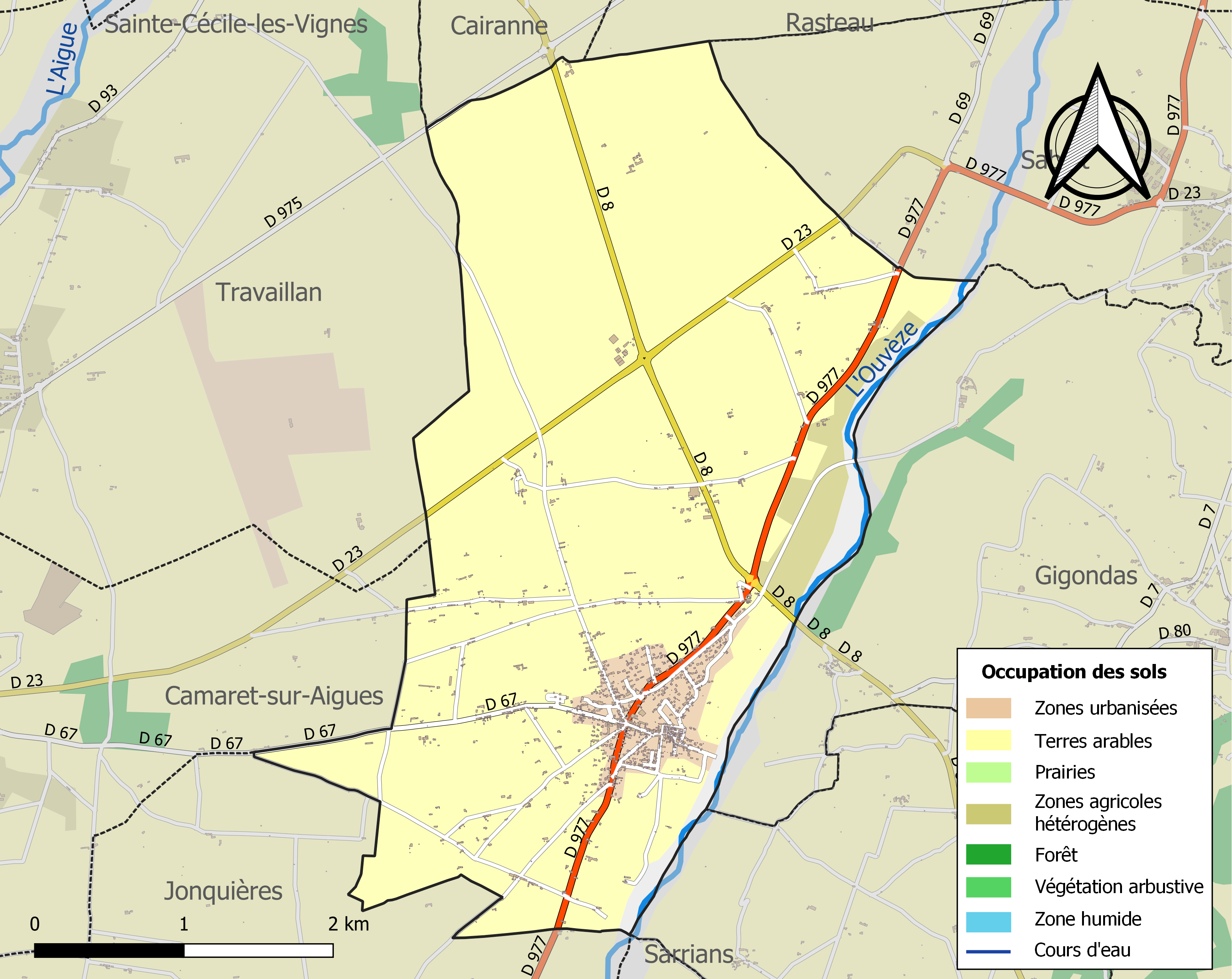
Carte des infrastructures et de l'occupation des sols de la commune en 2018 (CLC).

## Histoire

### Moyen Âge
L'abbaye Notre-Dame d'Aiguebelle possédait sur ce fief inhabité le prieuré Saint-Pierre. Ce fut le 6 août 1179 que Guillaume des Baux s'en déclara suzerain et prit sous sa protection et sauvegarde la grange (domaine agricole) et la maison du cloître de Violès. Au siècle suivant, en juin 1246, Raymond des Baux et son neveu Guillaume III d'Orange transigèrent pour se partager la suzeraineté sur ce lieu. Puis Charles II d'Anjou, roi de Naples et comte de Provence, reçut de la part de la Commanderie des Hospitaliers de Saint-Jean de Jérusalem d'Orange une partie de leurs domaines dont la moitié de Violès qui leur avait été rétrocédé par les princes d'Orange.

### Renaissance

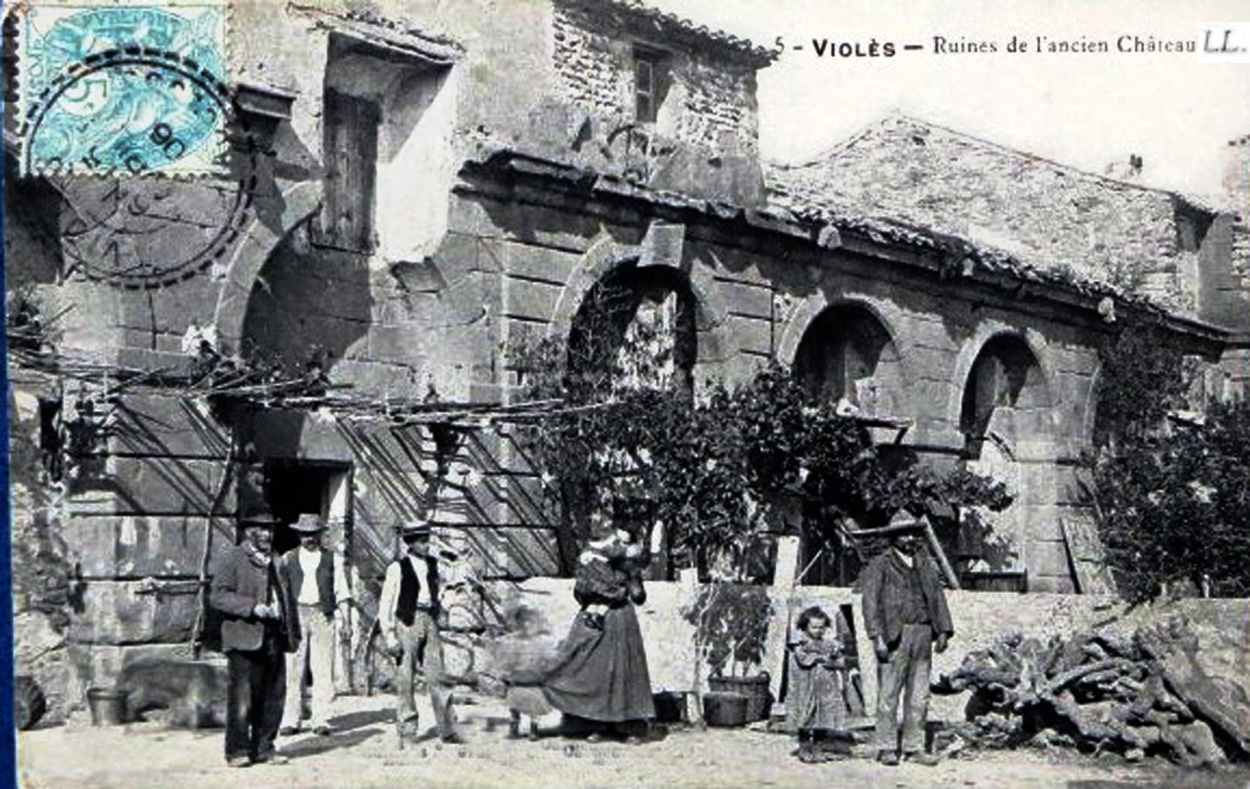
Ruines du château Renaissance.

Ce fut en 1479, que la principauté d'Orange retrouva sa suzeraineté sur ce fief. Ce qui n'empêcha point, le 5 février 1499 puis le 17 mai 1501, l'abbé d'Aiguebelle, Louis de Géolée, de passer un acte d'habitation pour 1 200 saumées de terres hermes (non cultivées) avec des chefs de famille du Haut Comtat, qui avaient obligation de bâtir et de planter. La nouvelle communauté prit le nom de Saint-Pierre de Violès. Le fief fut ensuite érigé en baronnie par les princes d'Orange en faveur de David de Floris au cours de l'année 1617. Il passa ensuite à Hector Laugier de Montmirail (1633) puis à Pierre Béranger de Beaufain (1647).

### Période moderne

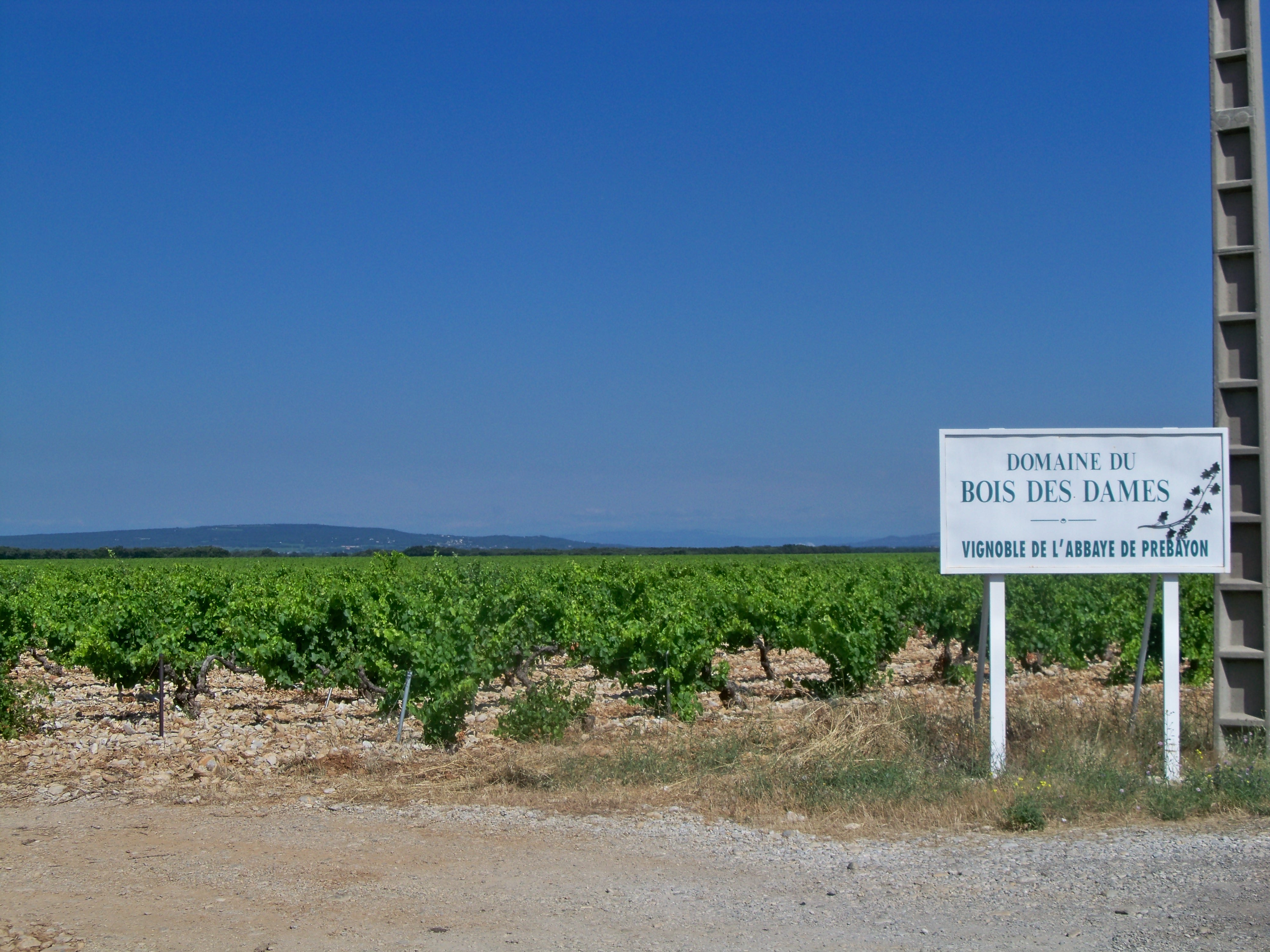
Le Bois des Dames, vignoble historique de l'abbaye de Prébayon.

La succession des barons de Violès continua avec Sébastien de Saunier (1733) pour arriver en définitive au marquis de Gras (1756). Ce fut en 1790 que le territoire communal fut augmenté d'une partie de celui de Saint-André-de-Ramières, fief des évêques d'Orange. Le 12 août 1793 fut créé le département de Vaucluse, constitué des districts d'Avignon et de Carpentras, mais aussi de ceux d'Apt et d'Orange, qui appartenaient aux Bouches-du-Rhône, ainsi que du canton de Sault, qui appartenait aux Basses-Alpes.
Au milieu du XIXe siècle, le bois des Dames et celui de Velages constituaient une importante réserve forestière. Ces lieux ont aujourd'hui été défrichés et sont transformés en vignobles.
À la même période, un bac sur l'Ouvèze permettait de rejoindre Gigondas et Vacqueyras. Et en 1827, à la suite d'un don, put être fondé un hôpital.
De 1907 à 1952, la ville possède une gare sur la Ligne d'Orange à Buis-les-Baronnies, permettant, entre autres, l'exportation de raisin et de vin.

### Période contemporaine
Le syndicat des vignerons de Violès a été créé le 15 avril 1931. Il occupe l'ancien hôtel-de-ville construit en 1763 et qui a été transformé en « Maison des Vignerons ». Dans ses locaux se trouve un laboratoire œnologique.
La crue de l'Ouvèze du 22 septembre 1992 a particulièrement éprouvé la commune.
Depuis le 25 août 2005, une partie du vignoble de Violès a été protégée par une appellation côtes-du-rhône-villages avec nom géographique reconnue par l'INAO et les vins sont commercialisés en tant que plan-de-dieu (côtes-du-rhône villages).

### Toponymie
La forme la plus ancienne est ad Visole, attestée en 1137, dans le cartulaire de la commanderie de Richerenches. Elle dérive ensuite en de Violesio (1163). Ces toponymes suggèrent le nom latin viola (violette).

### Héraldique
| Blason de Violès | Les armes peuvent se blasonner ainsi : D'azur à la crosse épiscopale posée en pal, chargée d'un cornet et accostée en chef de deux fleurs de lys et en pointe de deux grappes de raisin, le tout d'or. |

## Politique et administration

### Liste des maires

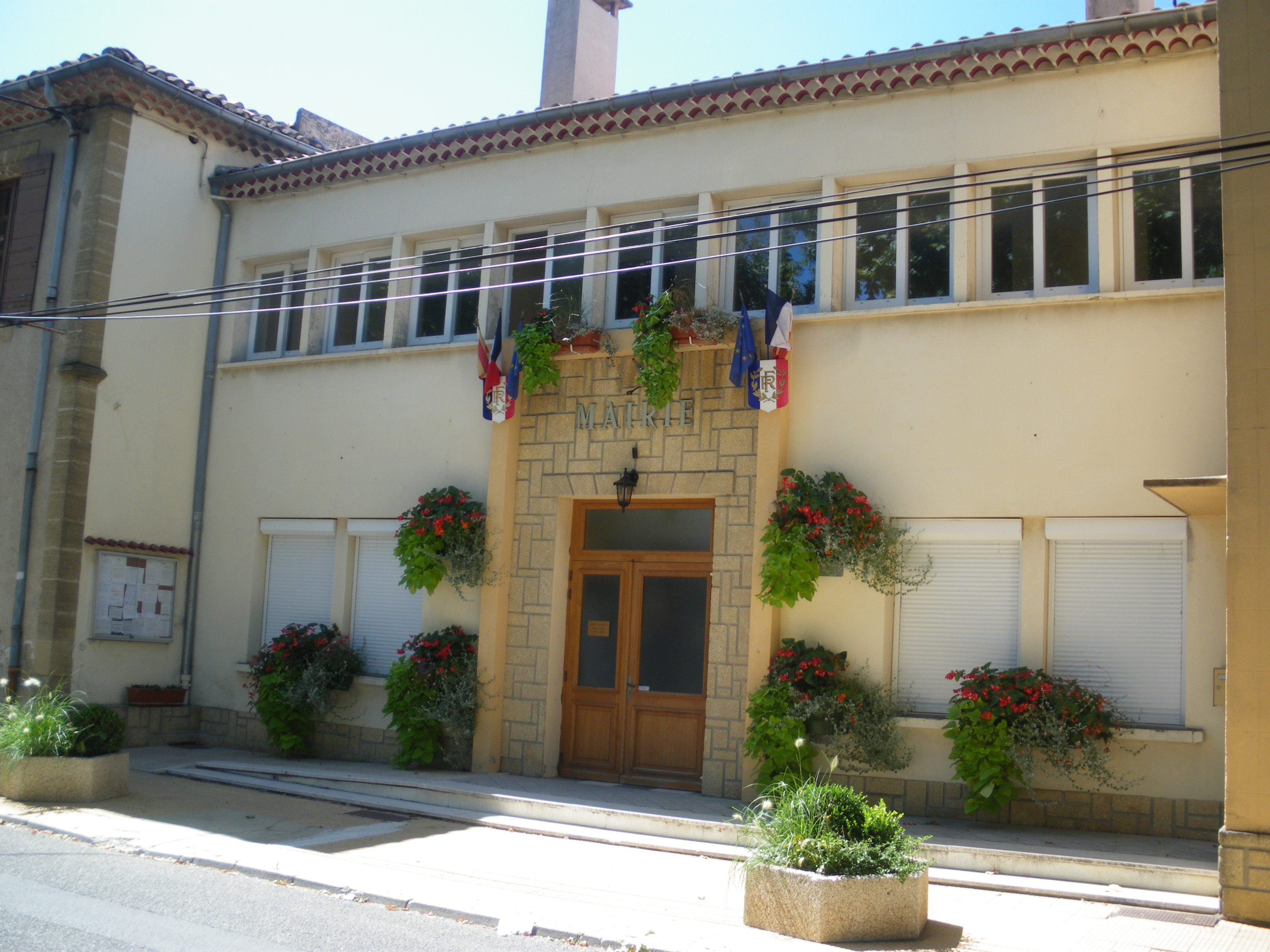
Mairie de Violès.

| Période   | Période   | Identité          | Étiquette       | Qualité |
| --------- | --------- | ----------------- | --------------- | ------- |
| mars 2001 | mars 2008 | Maryline Barbaud  | divers droite   |         |
| mars 2008 | en cours  | Marie-José Aunave | Front de Gauche |         |

### Jumelages
Violès a comme ville partenaire Égletons en Corrèze.

## Démographie
L'évolution du nombre d'habitants est connue à travers les recensements de la population effectués dans la commune depuis 1793. Pour les communes de moins de 10 000 habitants, une enquête de recensement portant sur toute la population est réalisée tous les cinq ans, les populations de référence des années intermédiaires étant quant à elles estimées par interpolation ou extrapolation. Pour la commune, le premier recensement exhaustif entrant dans le cadre du nouveau dispositif a été réalisé en 2006.

En 2022, la commune comptait 1 745 habitants, en évolution de +4,87 % par rapport à 2016 (Vaucluse : +1,73 %, France hors Mayotte : +2,11 %).
| 1793 | 1800 | 1806 | 1821 | 1831 | 1836 | 1841  | 1846  | 1851  |
| ---- | ---- | ---- | ---- | ---- | ---- | ----- | ----- | ----- |
| 572  | 623  | 655  | 727  | 888  | 987  | 1 036 | 1 150 | 1 230 |

| 1856  | 1861  | 1866  | 1872  | 1876  | 1881  | 1886 | 1891 | 1896 |
| ----- | ----- | ----- | ----- | ----- | ----- | ---- | ---- | ---- |
| 1 305 | 1 316 | 1 354 | 1 222 | 1 210 | 1 063 | 929  | 948  | 946  |

| 1901 | 1906 | 1911 | 1921 | 1926 | 1931 | 1936 | 1946 | 1954  |
| ---- | ---- | ---- | ---- | ---- | ---- | ---- | ---- | ----- |
| 984  | 973  | 963  | 897  | 912  | 930  | 941  | 986  | 1 004 |

| 1962  | 1968  | 1975  | 1982  | 1990  | 1999  | 2006  | 2011  | 2016  |
| ----- | ----- | ----- | ----- | ----- | ----- | ----- | ----- | ----- |
| 1 080 | 1 161 | 1 127 | 1 198 | 1 360 | 1 536 | 1 538 | 1 560 | 1 664 |

| 2021  | 2022  | - | - | - | - | - | - | - |
| ----- | ----- | - | - | - | - | - | - | - |
| 1 736 | 1 745 | - | - | - | - | - | - | - |

## Économie

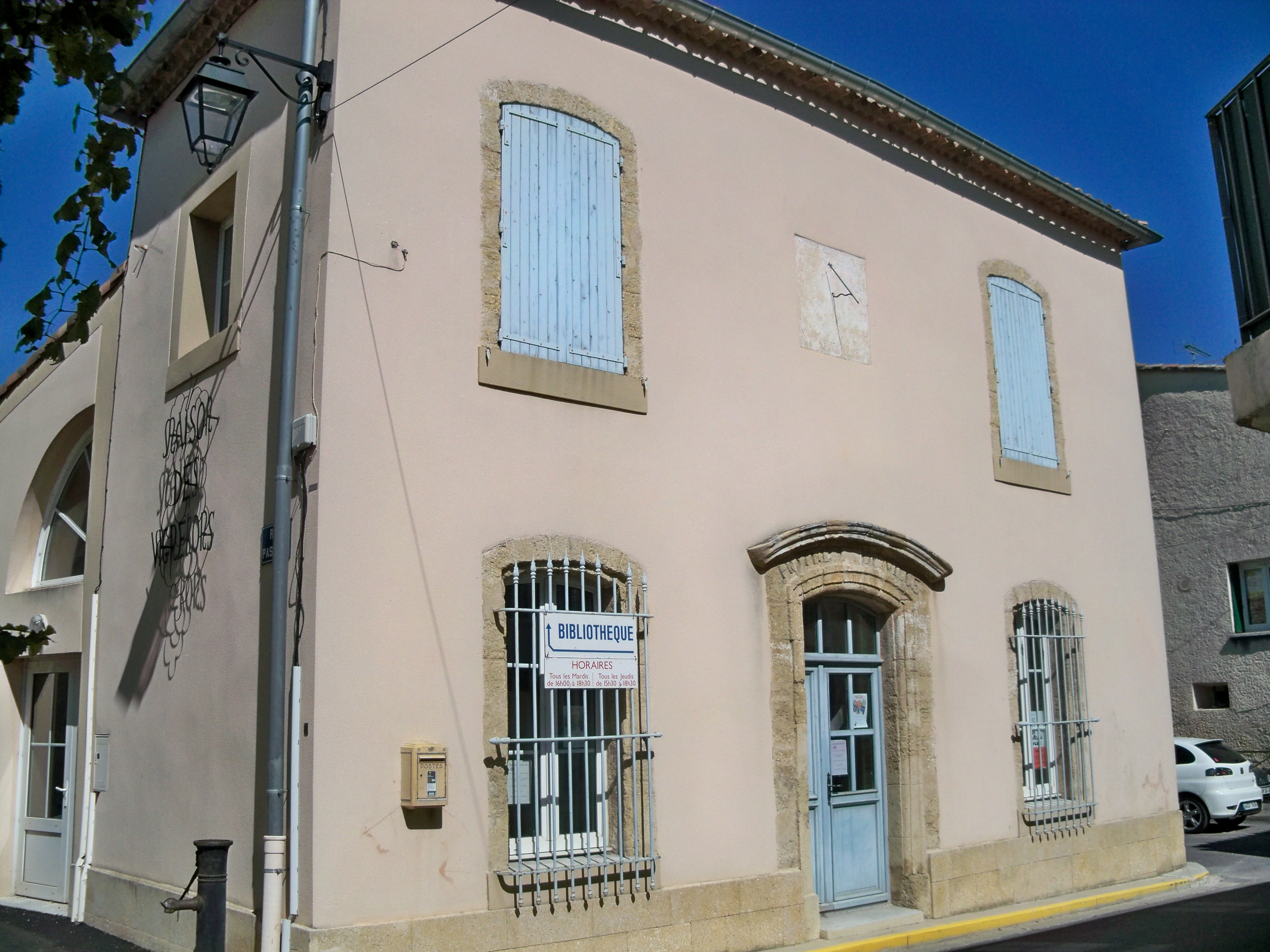
Maison des Vignerons de Violès, siège du syndicat de l'AOC plan-de-dieu.

### Agriculture
Le terroir de la commune est essentiellement viticole. Son vignoble est classé en côtes-du-rhône et en côtes-du-rhône-villages pour la partie qui est sur le plan-de-dieu (côtes-du-rhône villages). Il n'y a pas de cave coopérative de vinification et toute la production est assurée par des vignerons indépendants. Les vins qui ne sont pas en appellation d'origine contrôlée peuvent revendiquer, après agrément, le label vin de pays de la Principauté d'Orange.

### Tourisme
Tourisme viticole (caves de dégustation) et tourisme de randonnées (plusieurs circuits pédestres et vélo à proximité). On trouve sur la commune plusieurs gîtes et chambres d'hôtes qui permettent l'accueil des touristes.

## Équipements ou Services

### Enseignement

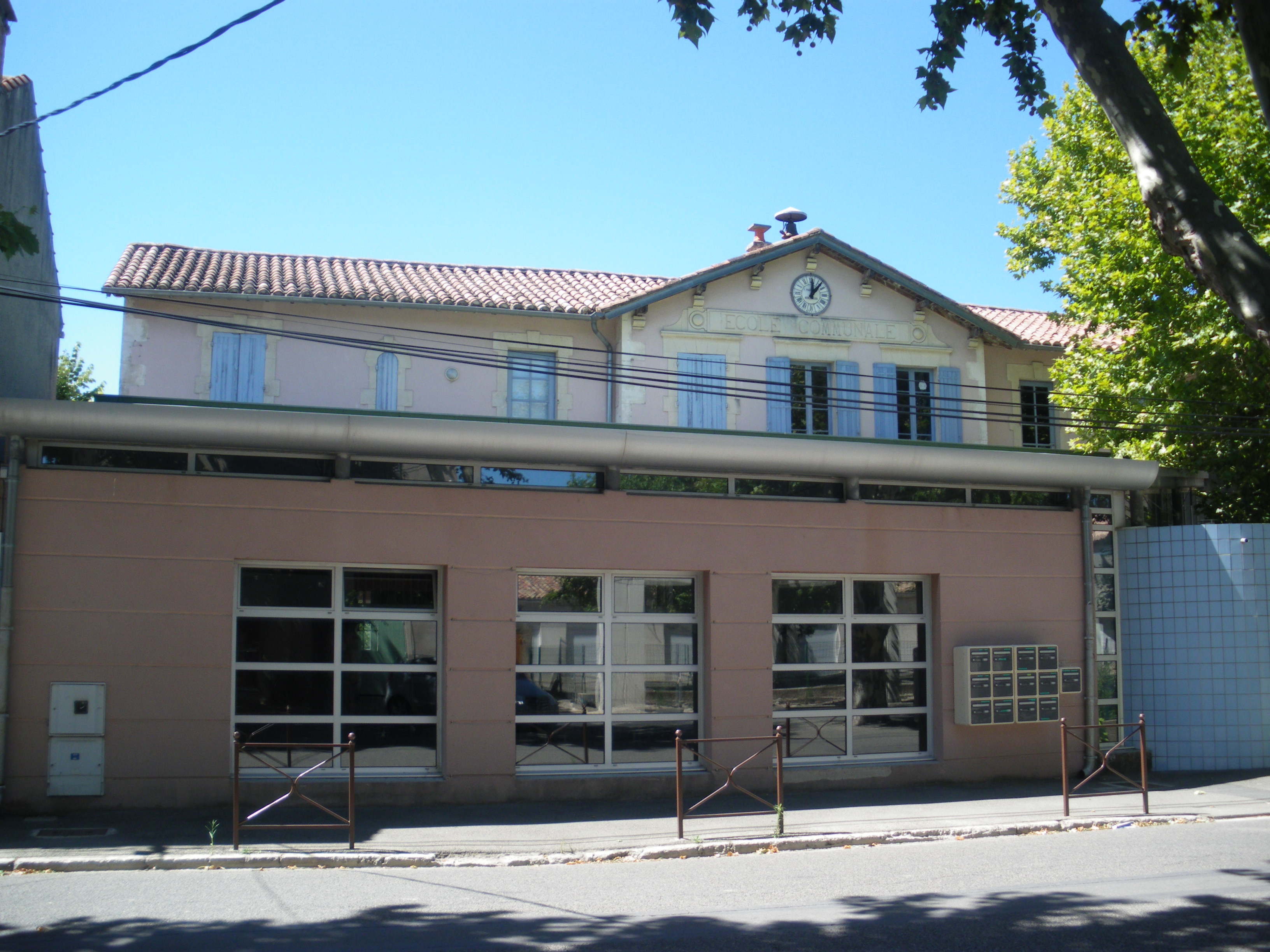
École primaire.

La commune possède un groupe scolaire Fernand-Boyer puis les élèves vont au collège Victor-Schœlcher à Sainte-Cécile-les-Vignes puis au lycée polyvalent régional de l'Arc, à Orange,.

Fête des écoles maternelle et primaire fin juin 2012
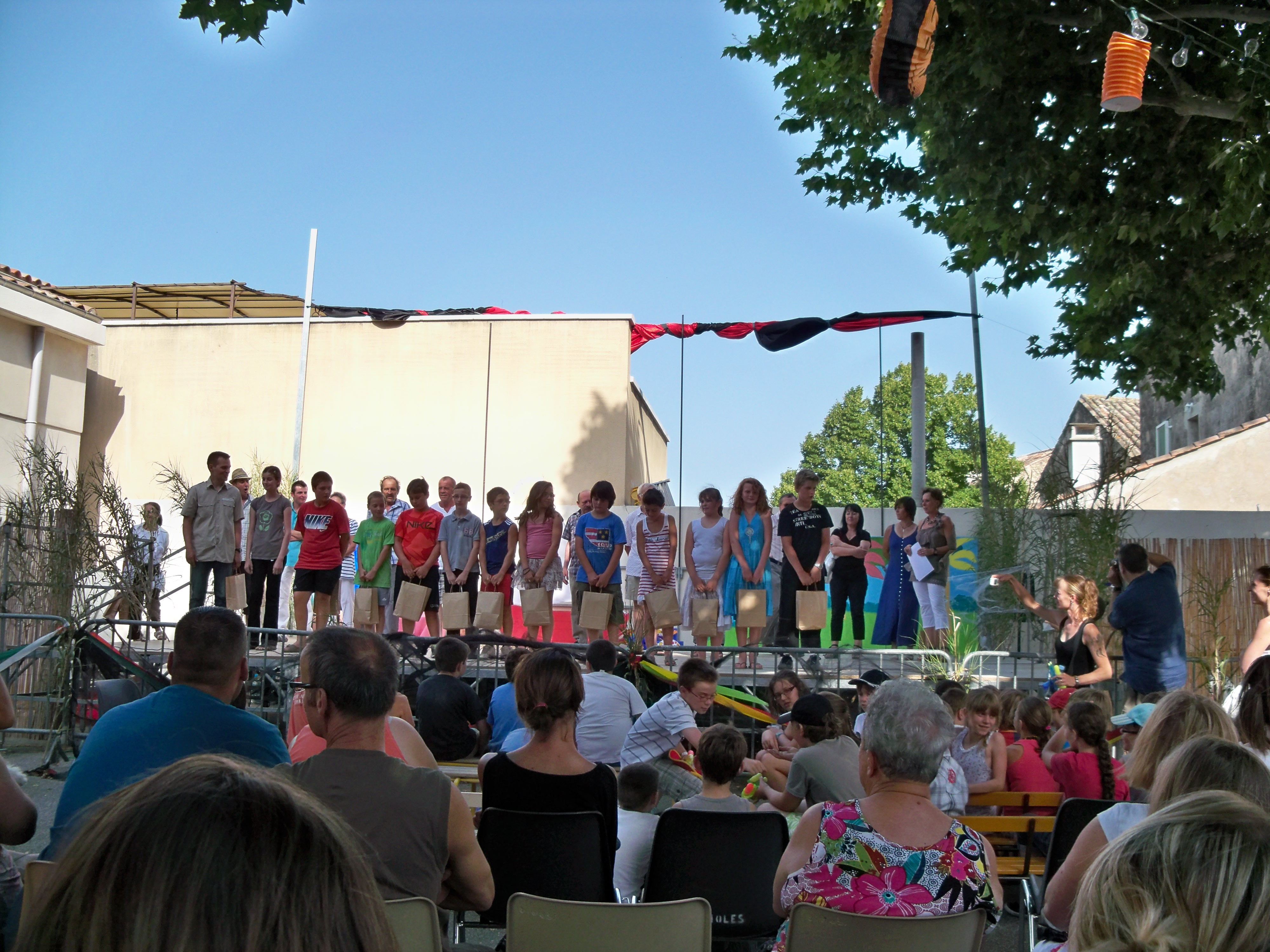
Les CM2 sur le départ.
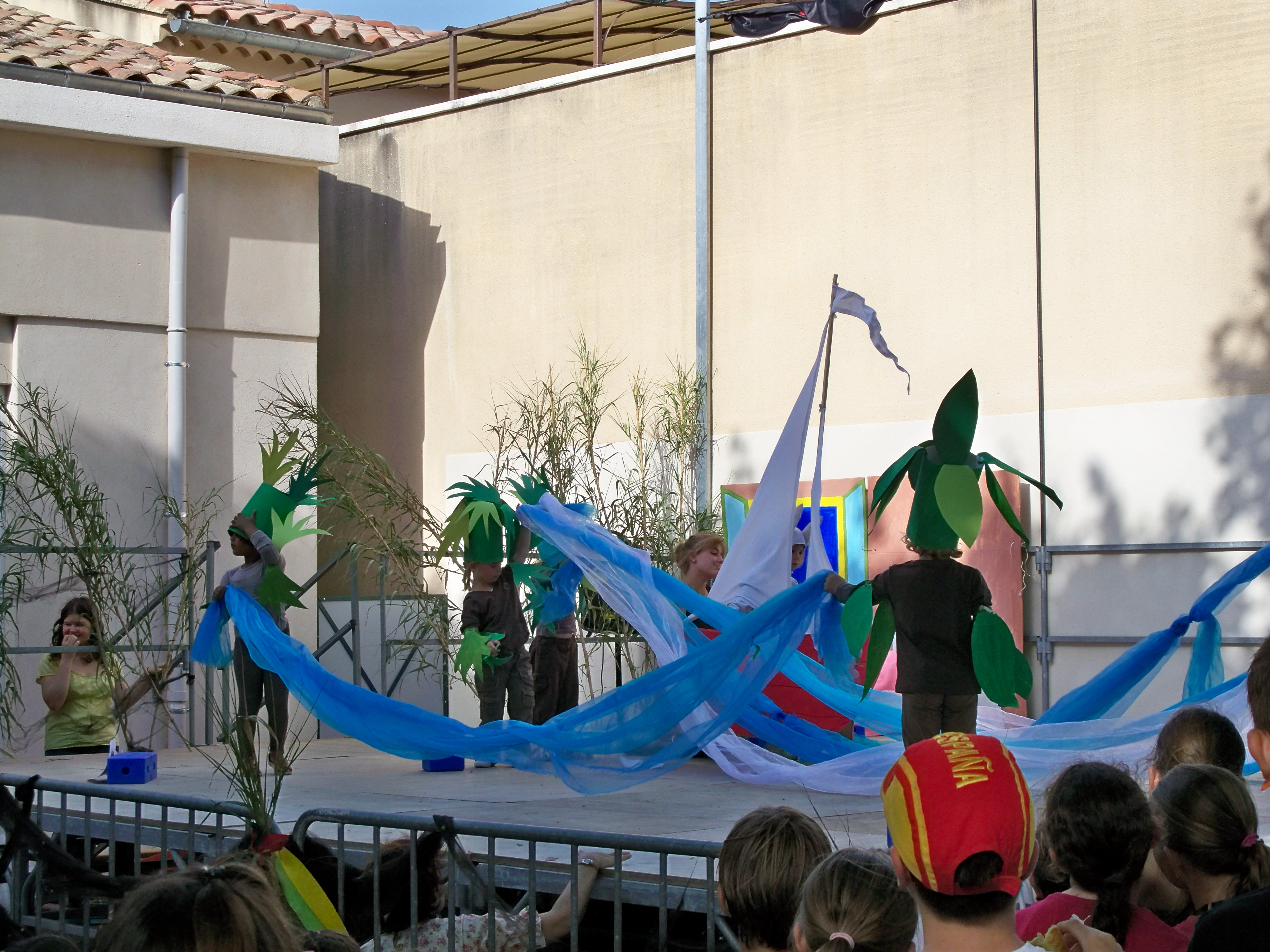
Les petits de la maternelle.
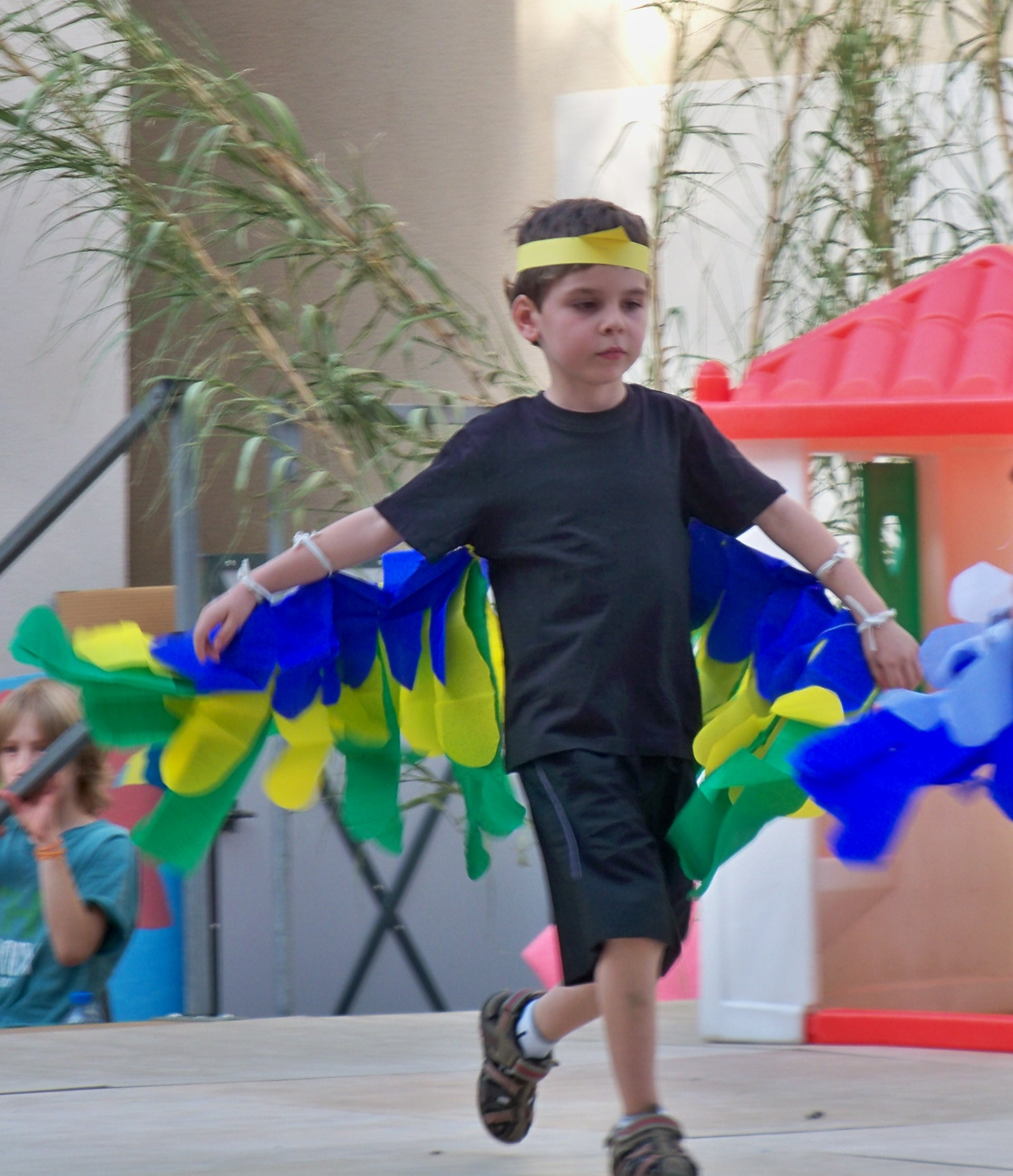
Le salut d'un grand au public.

### Sports et loisirs
Sur le territoire communal, la pêche est pratiquée dans l'Ouvèze.
Le « Club De Loisirs Pour La Jeunesse Violesienne » est une association culturelle, éducative et de loisir qui propose parfois des activités sportives aux jeunes de la commune.

### Santé
On y trouve un cabinet médical, un cabinet dentaire, un cabinet de kinésithérapie, un cabinet infirmier et une maison de retraite. Le centre hospitalier le plus proche est à Orange.

## Vie locale

### Cultes
La première église paroissiale, dédiée à saint Pierre, fut le prieuré de l'abbaye d'Aiguebelle. Cette chapelle romane fut délaissée au début du XVIIe siècle. Elle est actuellement devenue une maison d'habitation. Elle fut remplacée par celle de Saint-Pierre-aux-liens, qui dut être agrandie par deux fois en 1635 puis en 1736. Elle fut entièrement restructurée en 1756 par Jean-Baptiste Franque.
La paroisse catholique fait partie de l'archidiocèse d'Avignon, doyenné d'Orange Bollène, secteur inter-paroissial de Camaret.

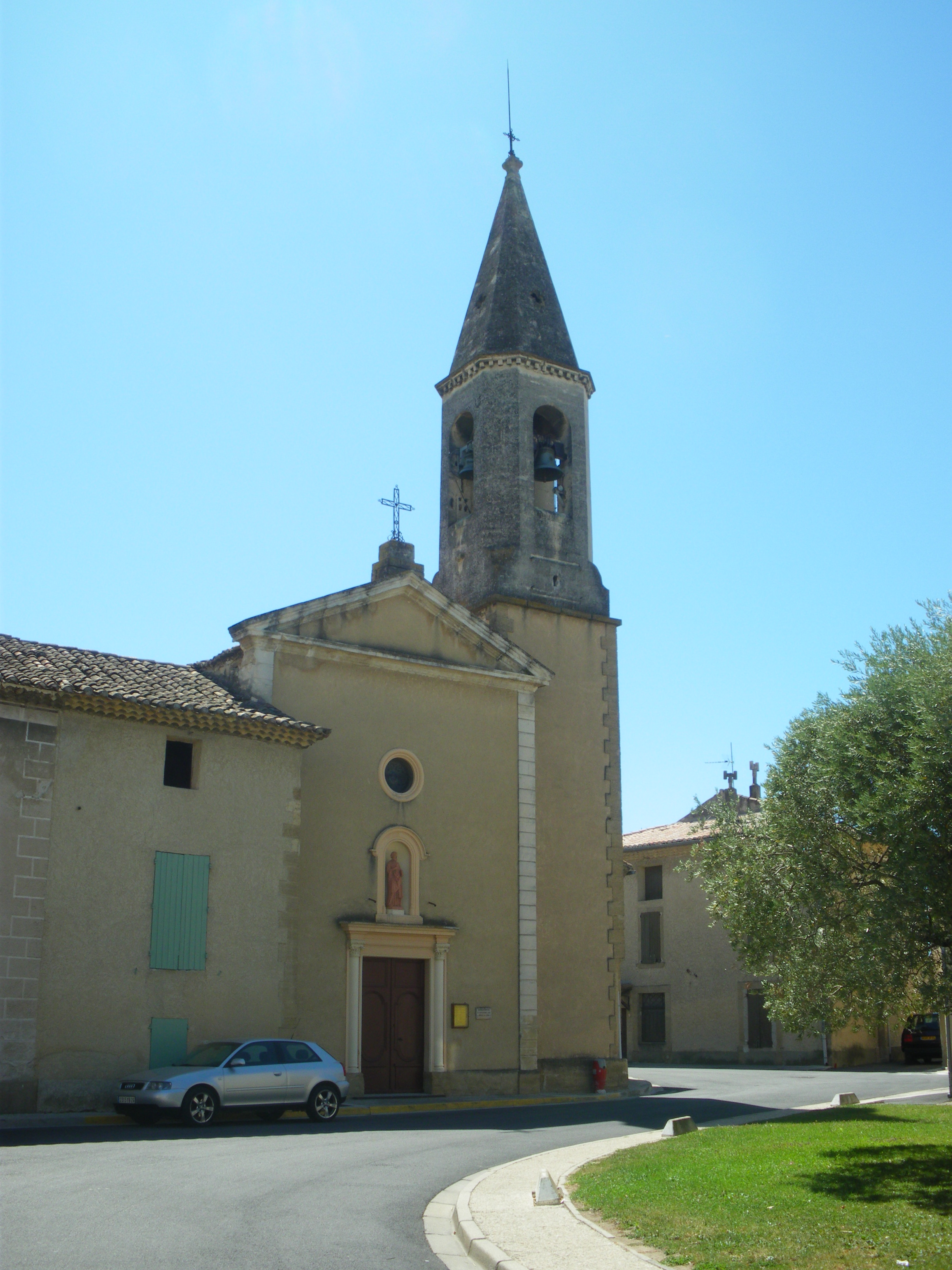
Église Saint-Pierre-aux-liens.
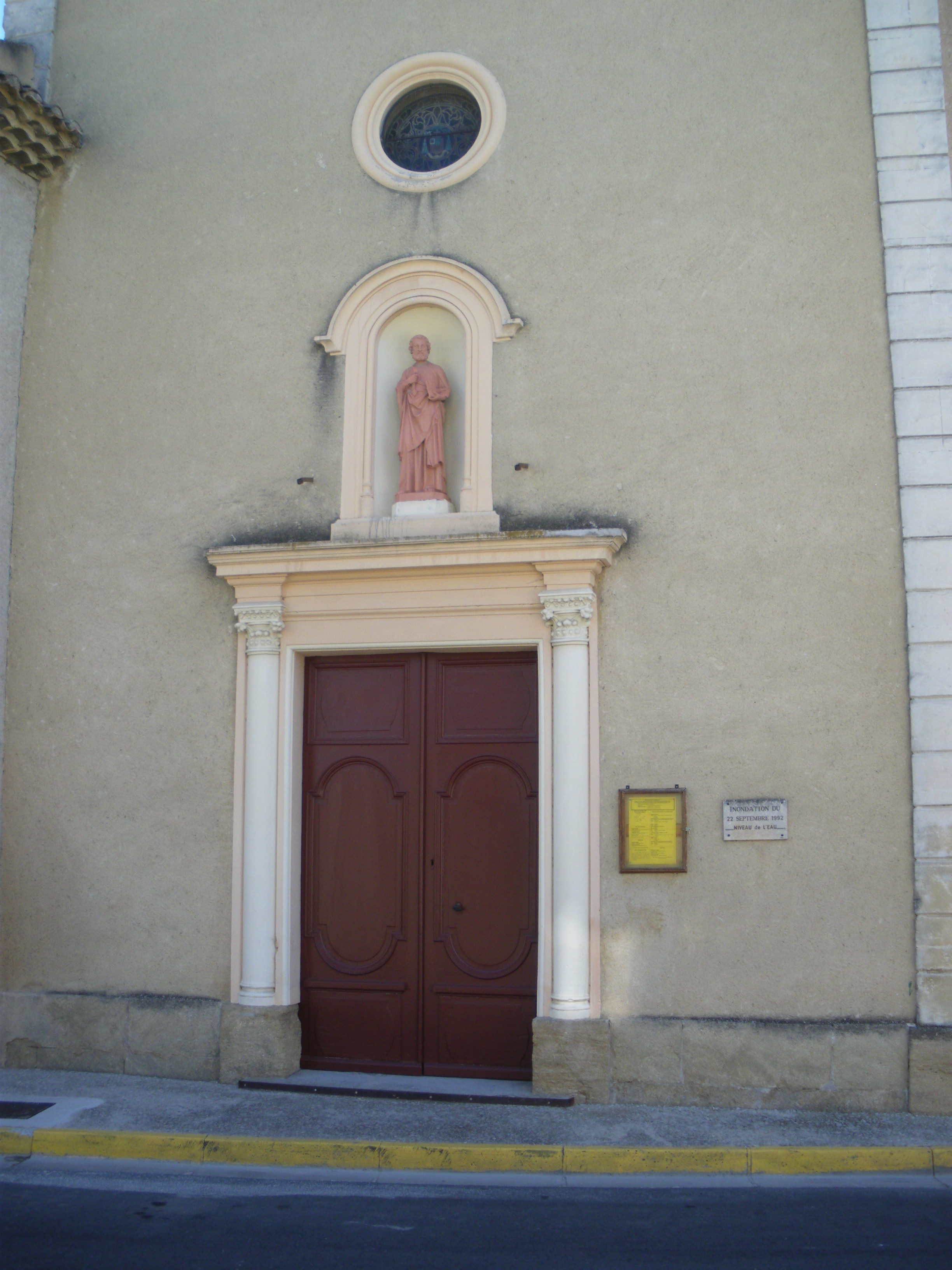
Portail de l'église portant la trace de l'inondation du 22 septembre 1992.

### Écologie et recyclage
La collecte et le traitement des déchets des ménages et déchets assimilés, la gestion de l'assainissement collectif, la lutte contre les nuisances sonores, le contrôle de la qualité de l'air et la protection et mise en valeur de l'environnement font partie des compétences de la communauté de communes Aygues Ouvèze en Provence.
La commune est incluse dans la zone de protection Natura 2000 « l'Ouvèze et le Toulourenc », sous l'égide du ministère de l'Écologie, de la DREAL Provence-Alpes-Côte-d'Azur, et du MNHN (Service du Patrimoine Naturel).

### Fête des vins

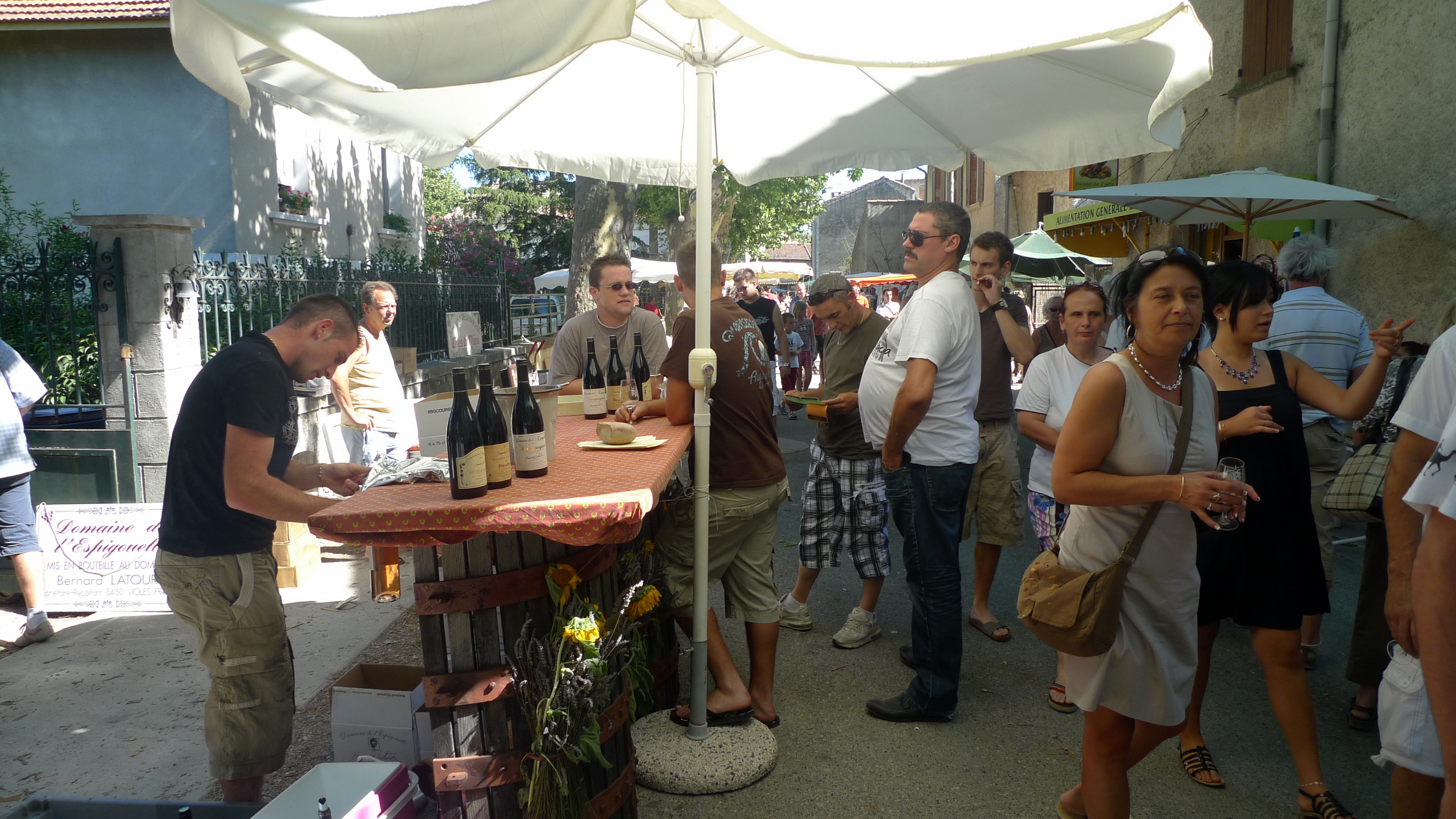
Fête des vins au début de l'été.

Chaque année, lors du troisième dimanche de juillet, Violès célèbre ses vins autour d'une fête provençale.

## Lieux et monuments
Au cours du XVIe siècle, la communauté protégea son habitat par des remparts construits avec les galets de l'Ouvèze. Des restes sont toujours visibles dans la rue des Barrys. Ils s'ouvraient par la Porte du Moulin et par celle de la Posterle. À l'intérieur des murs se trouvait le château des barons de Violès dont il ne reste aucun élément, mais des fouilles faites lors de travaux ont permis de retrouver sa structure rectangulaire et d'estimer sa superficie à 220 m2.

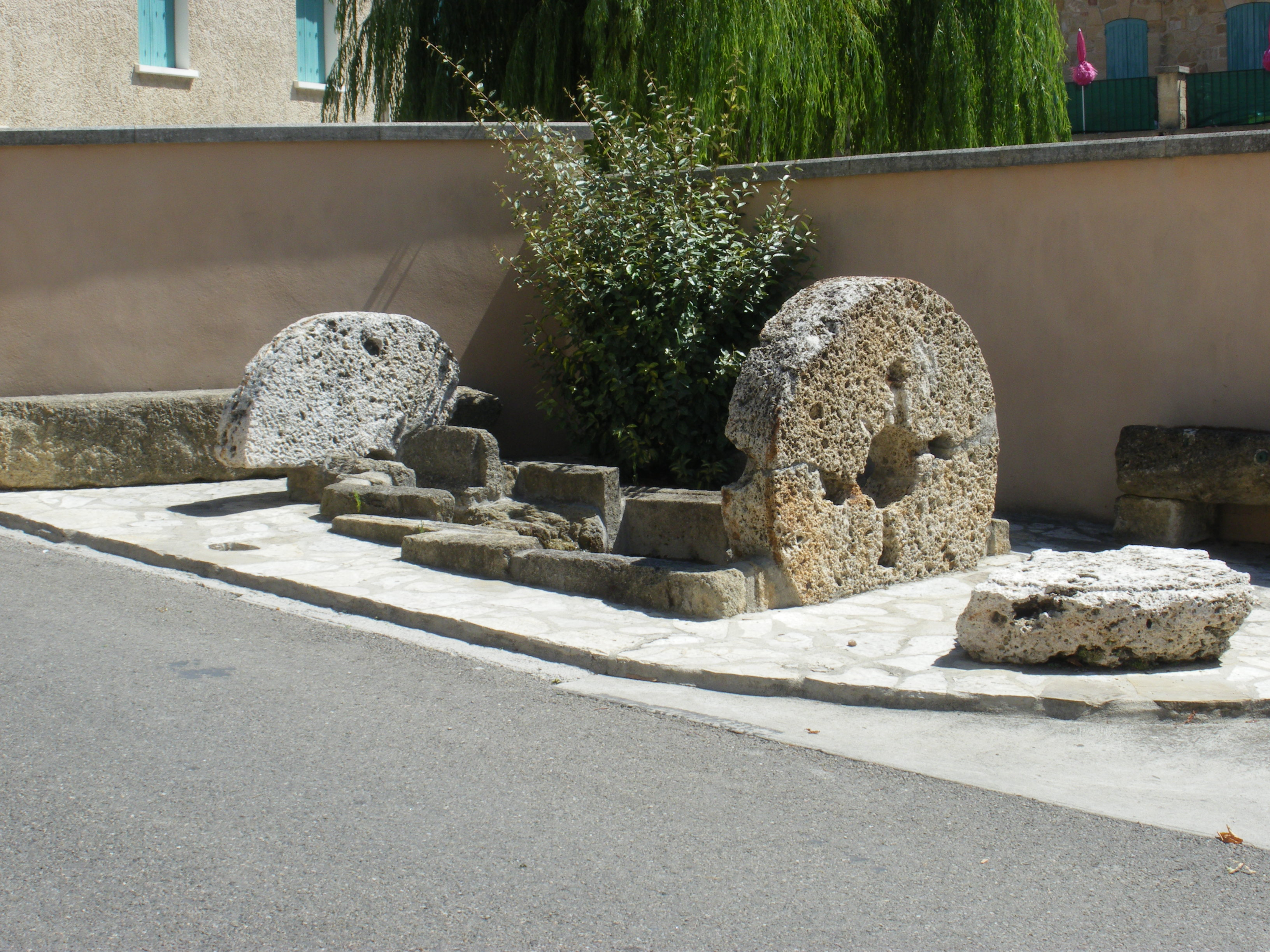
Roues de Moulin.
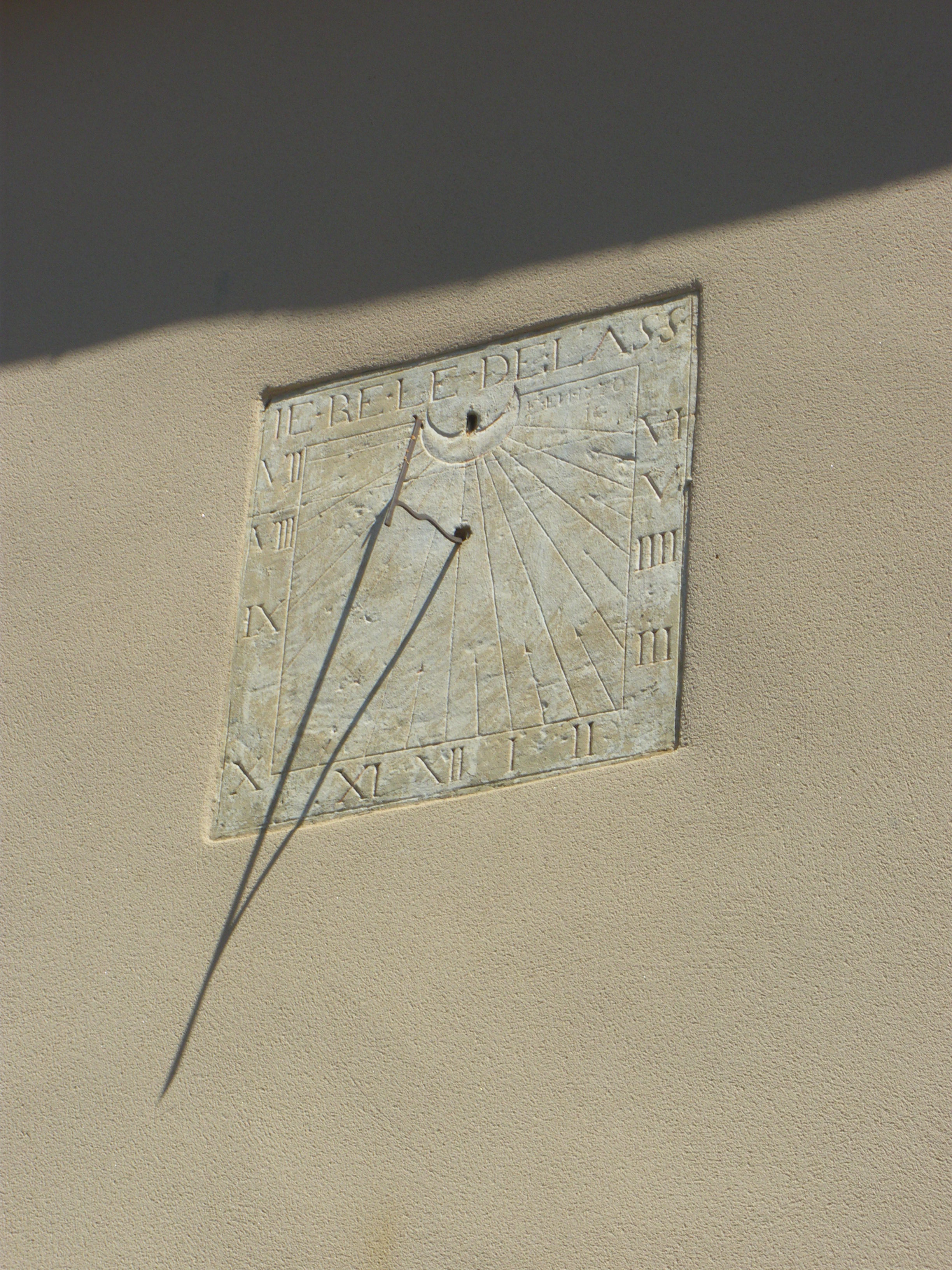
Cadran solaire.
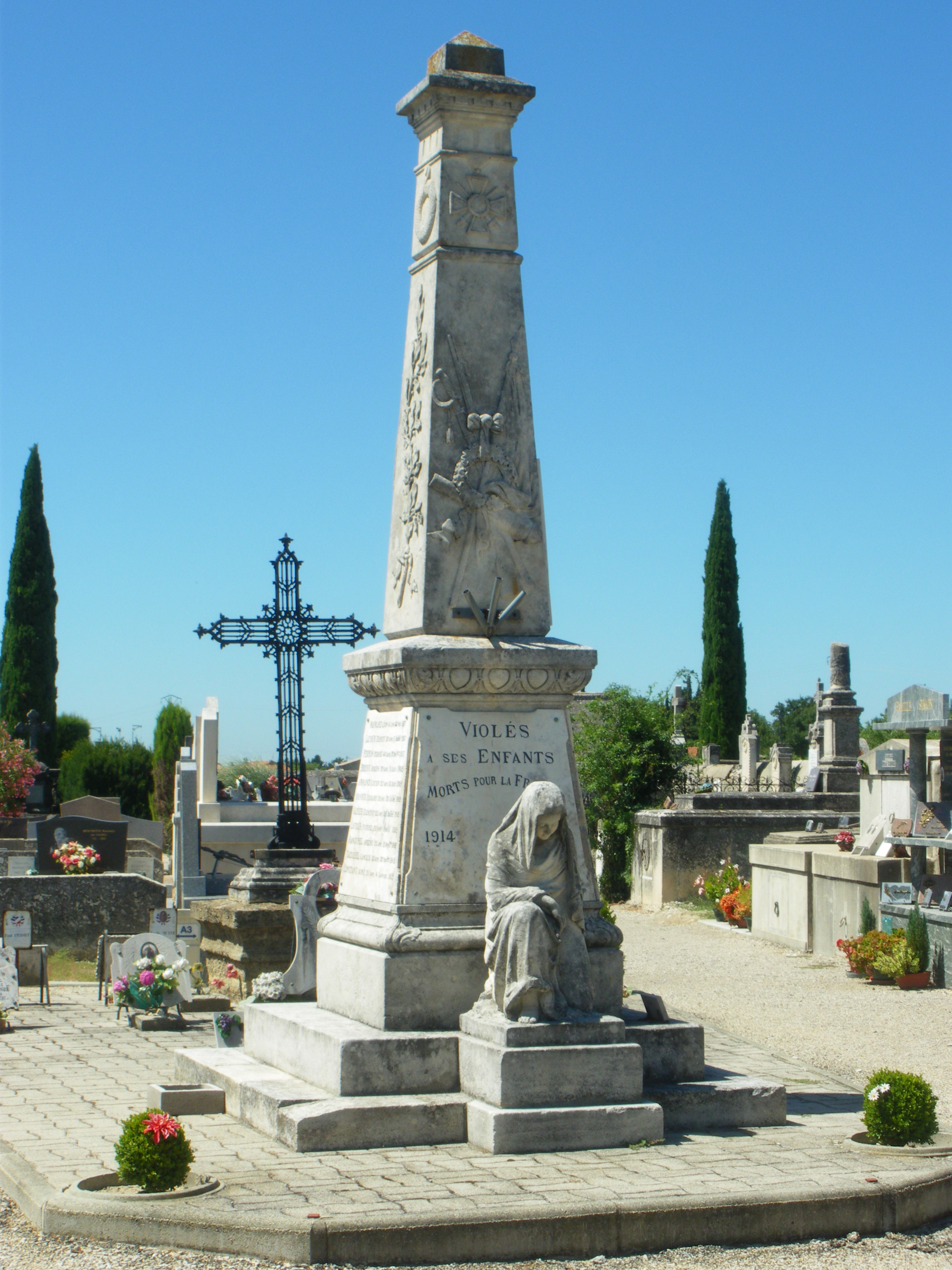
Monument aux morts dans le cimetière.
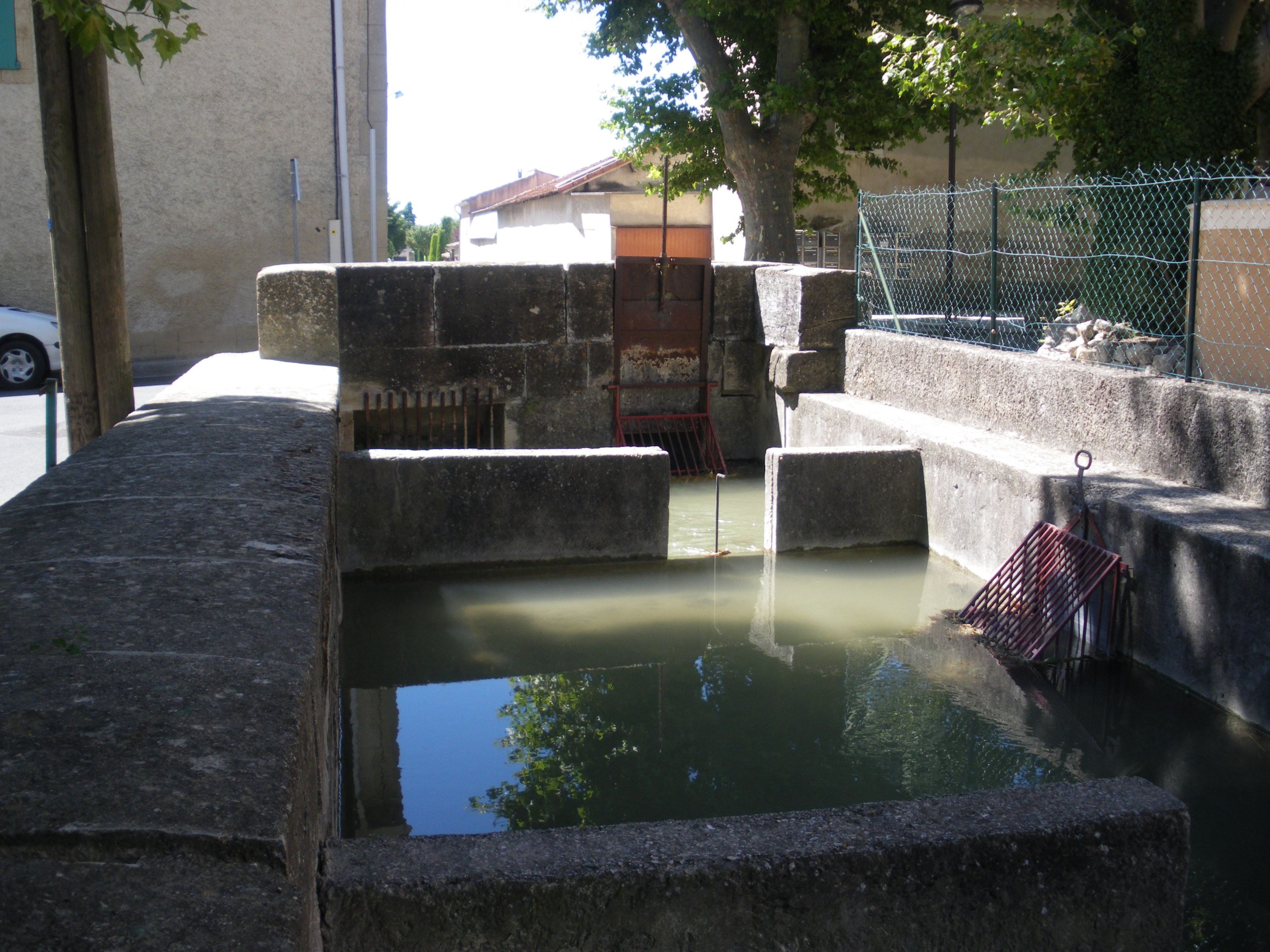
L'écluse.